# 롯데IT테크
롯데IT테크(Lotte IT Tech Company)는 IT 컨설팅, IT 아웃소싱, 네트워크 통합, E-BIZ 제공하는 기업으로, 1996년 설립하였다.
2004년 롯데전자를 흡수합병하였다. 2017년 롯데IT테크로 사명변경하였다. 